# Borzyszkowy
Borzyszkowy is een plaats in het Poolse district  Bytowski, woiwodschap Pommeren. De plaats maakt deel uit van de gemeente Lipnica en telt 287 inwoners.